# PlanetSolar
Катамаран «TûRanor PlanetSolar», созданный исследователем морей Рафаэлем Домьяном, является самым большим судном на солнечных батареях в мире. Был спущен на воду 31 марта 2010 года.
В мае 2012 года он стал первым судном на солнечных батареях, совершившим кругосветное путешествие. Путешествие прошло в период с 27 сентября 2010 года по 4 мая 2012 года и заняло 565 дней.
В 2015 году судно было переименовано в «Race for Water» в честь фонда, который сейчас им управляет. В настоящее время используется для решения задач по сохранению водных ресурсов и предотвращению загрязнения океанов пластиком.

## Технические характеристики

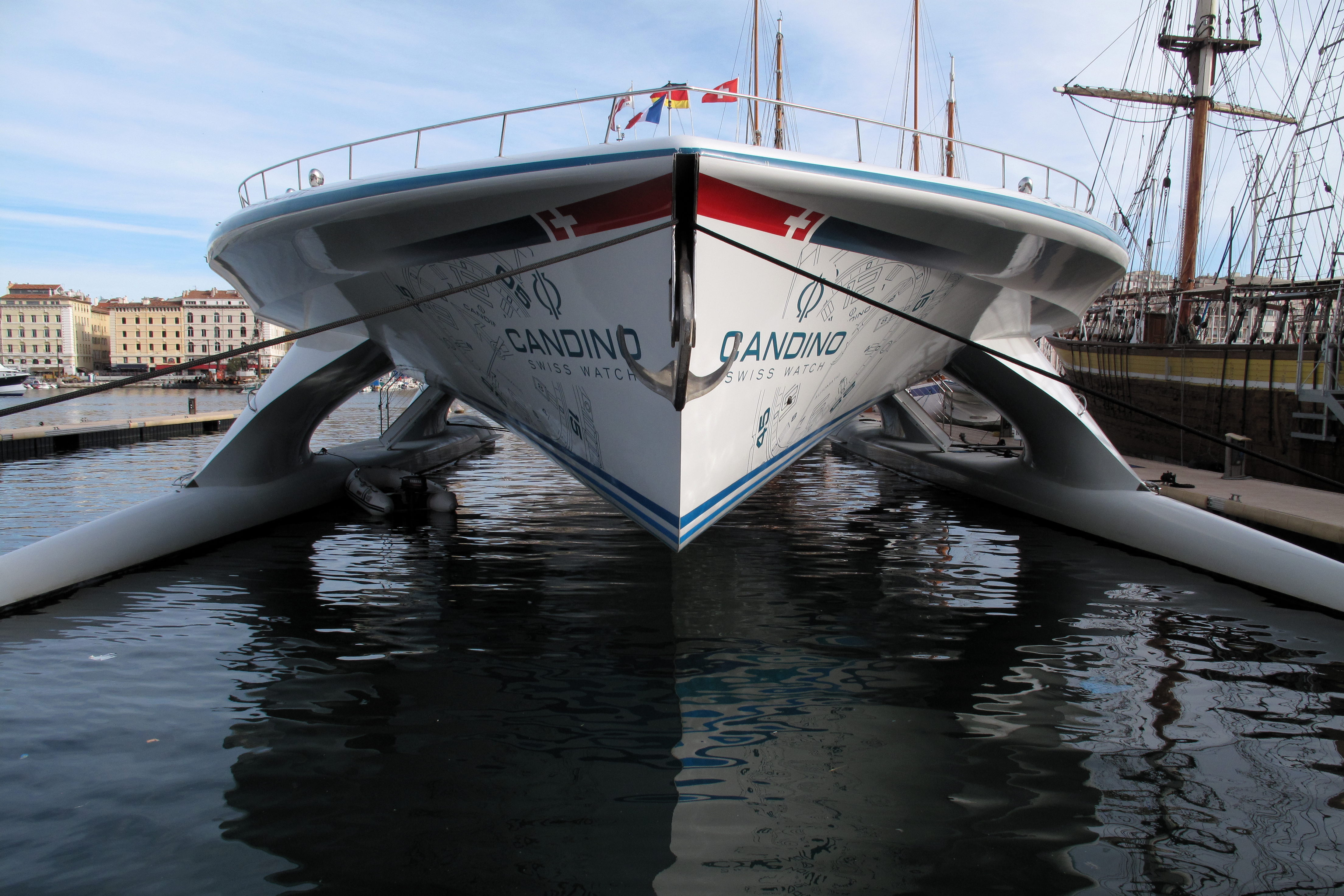
Вид на носовую часть.

31-метровая лодка покрыта 537 м² солнечных панелей мощностью 93 кВт, которые, в свою очередь, питают два электродвигателя, по одному в каждом корпусе. В двух корпусах корабля находится 8,5 тонн литий-ионных аккумуляторов. Форма лодки позволяет ей развивать скорость до 10 узлов (19 км/ч). Корпус был испытан в аэродинамической трубе для определения его гидро- и аэродинамики. Судно было спроектировано для использования в качестве роскошной яхты после завершения попытки установления рекорда. В пасмурную погоду площадь батарей увеличивается за счёт складных модулей.
Строительство началось в 2008 году в Киле (Германия), на верфи «Knierim Yachtbau». Сотрудничество Инженерной школы (фр. Ecole d'ingénieur) в Ивердон-ле-Бен (Швейцария), французских компаний «Adrena» в Сен-Себастьян-сюр-Луар и «MeteoFrance» позволило создать программное обеспечение для навигационной системы, которое прокладывает маршрут с учётом наилучшей солнечной активности.
Яхта «MS Tûranor PlanetSolar» покинула Монако 27 сентября 2010 года и за 565 дней преодолела расстояние более 60 000 км, прежде чем вернуться в Монако 4 мая 2012 года.
Более 160 технических и метеорологических параметров было собрано во время кругосветного путешествия с помощью регистратора данных, размещённого на борту судна.
Лодка зарегистрирована в Швейцарии. Её строительство было профинансировано немецким предпринимателем Иммо Стрёхером. Проект был разработан новозеландским военно-морским конструктором Крейгом Лумесом. Стоимость строительства составила 15 миллионов евро. Название «Тюранор» заимствовано из романа Джона Толкина «Властелин колец», что переводится как «Сила Солнца».
В настоящее время оно используется в качестве посла проекта «Гонка за воду». Семья Стрёхер передала «PlanetSolar» в дар фонду «Гонка за воду» (англ. Race for Water), который будет использовать судно, осуществляя новые инновационные экспедиции в интересах сохранения океанов и очищения от пластикового мусора. В частности, судно использовали в проекте «Race for Water Odyssey» — научной парусной экспедиции, целью которой стало проведение комплексной оценки загрязнения океана пластиком, для чего на борту судна разместили мобильную лабораторию по его сбору и анализу.

## Кругосветное путешествие
27 сентября 2010 года катамаран отправился из Монако в кругосветное путешествие исключительно с помощью солнечной энергии. Одной из целей проекта было привлечь внимание общественности к важности возобновляемых источников энергии для защиты окружающей среды.
На лодке был штатный экипаж из четырёх человек, в том числе:
- Рафаэль Домьян из Швейцарии, руководитель экспедиции;
- Кристиан Оксенбайн (Швейцария), инженер-электрик;
- Йенс Лангвассер (Германия), квартирмейстер;
- Патрик Маршессо (Франция), шкипер первой половины рейса из Монако в Нумеа и опасного участка из Абу-Даби в Порт-Судан;
- Эрван Ле Рузик (Франция), шкипер второй половины рейса из Нумеа в Монако.

Дополнительные члены экипажа присоединялись к рейсу во время отдельных его этапов, включая дополнительные меры безопасности в Аденском заливе.
Важной остановкой был Канкун (Мексика), во время конференции Организации Объединённых Наций по изменению климата 2010 года, проходившей там с 29 ноября по 10 декабря 2010 года. Во время экспедиции «PlanetSolar» побил два рекорда: самое быстрое пересечение Атлантического океана судном на солнечных батареях и самое большое расстояние, когда-либо пройденное судном на солнечных батареях. «TûRanor PlanetSolar» вернулся в Монако 4 мая 2012 года после 584 дней кругосветного плавания.

## Путешествие 2013 года
После ремонта двигателя «PlanetSolar» побил собственный рекорд, совершив переход через Атлантический океан от Лас-Пальмаса до Сен-Мартена в Карибском море всего за 22 дня, что на четыре дня быстрее, чем во время кругосветного путешествия. Судно покинуло Лас-Пальмас 25 апреля и прибыло в Мариго на острове Сен-Мартен 18 мая. Путешествие привело в Майами (штат Флорида), а затем продолжилось как научная экспедиция вдоль Гольфстрима. На обратном пути лодка достигла Сент-Джонса (Ньюфаундленд), 1 августа 2013 года, прежде чем отправиться обратно через Атлантику. Историю «PlanetSolar» можно найти в 280-страничной книге Кевина Десмонда «Электрические лодки и корабли: история», опубликованной издательством «McFarland Books» в сентябре 2017 года.